# اقتصاد کالیفرنیا

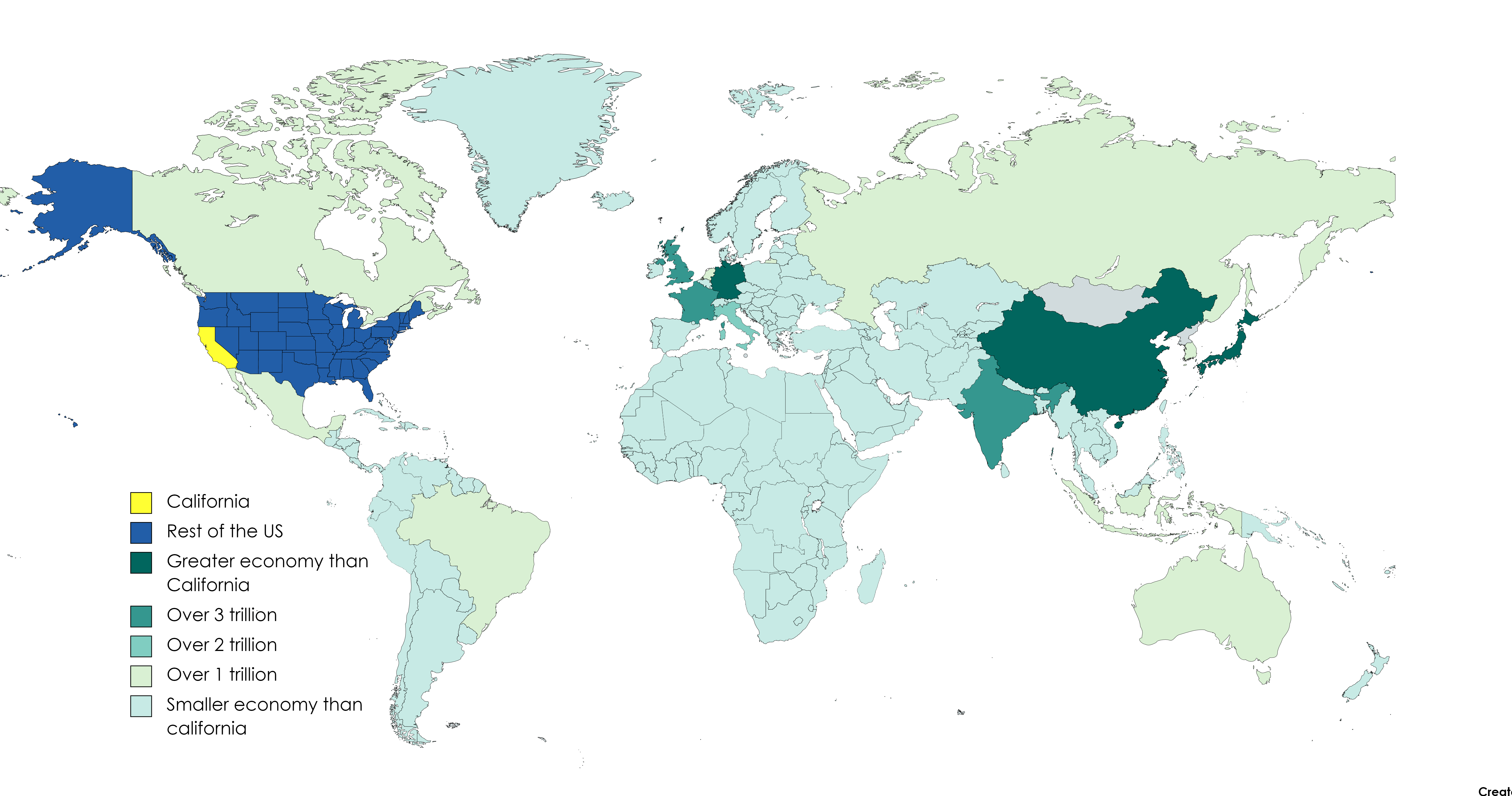
اقتصاد کالیفرنیا در سال ۲۰۲۱ در مقایسه با بقیه ایالات متحده و سایر کشورها، نشان دهنده اقتصاد بزرگتر از نظر تولید ناخالص داخلی است.

اقتصاد ایالت کالیفرنیا با تولید ناخالص ایالتی (GSP) ۳.۹۴ تریلیون دلار تا سال ۲۰۲۳، بزرگ‌ترین اقتصاد در ایالات متحده است. این بزرگ‌ترین اقتصاد زیرملی در جهان است. اگر کالیفرنیا یک کشور مستقل بود (۲۰۲۴)، به عنوان پنجمین اقتصاد بزرگ جهان، پس از آلمان و جلوتر از هند، قرار می‌گرفت. علاوه بر این، دره سیلیکون کالیفرنیا خانه برخی از با ارزش‌ترین شرکت‌های فناوری جهان از جمله اپل، آلفابت و متا پلتفرم‌ها است. در مجموع، بیش از ۱۰٪ از شرکت‌های Fortune 1000 در سال ۲۰۱۸ در کالیفرنیا مستقر بودند که بیشتر از هر ایالت است.

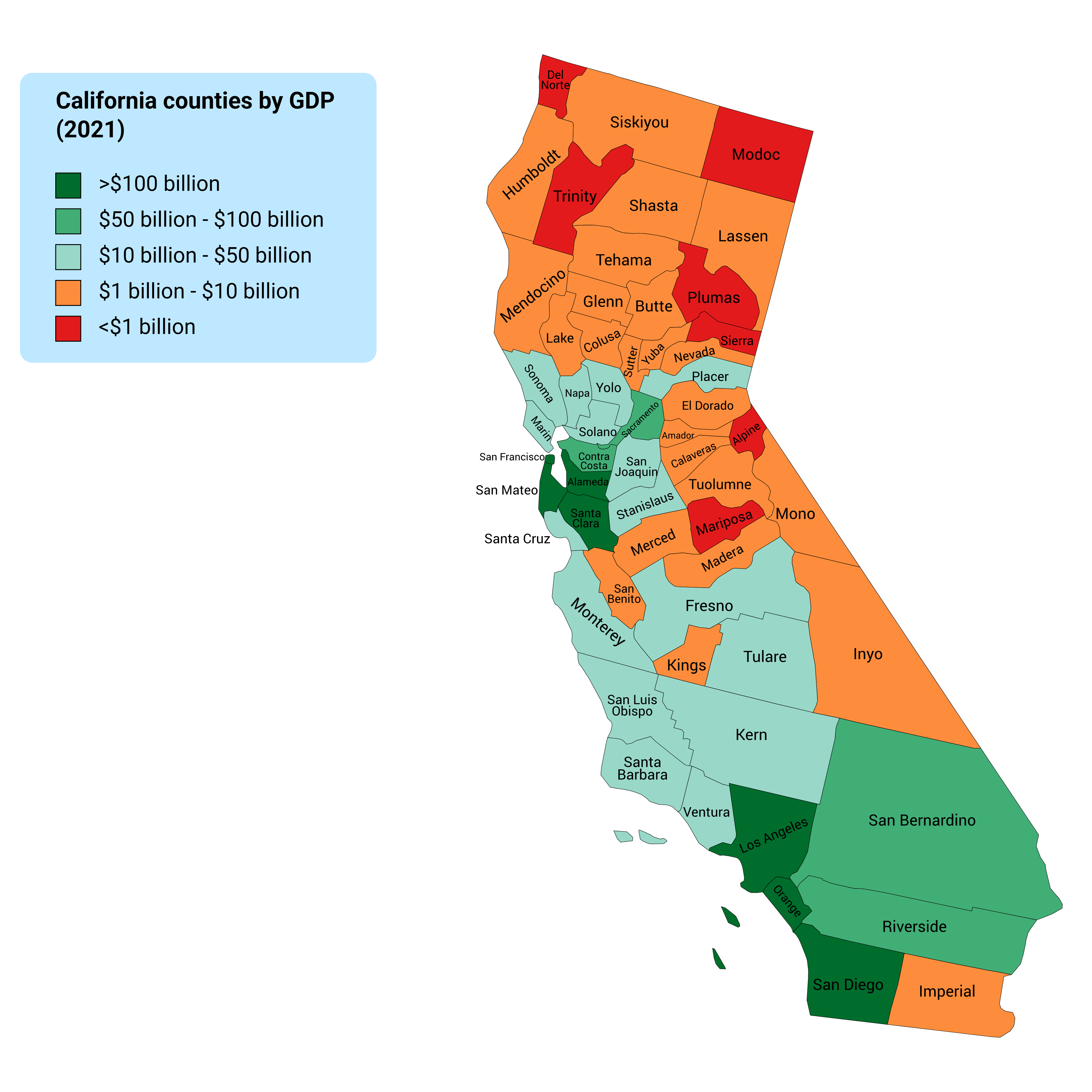
تولید ناخالص داخلی شهرستان های کالیفُرنیا

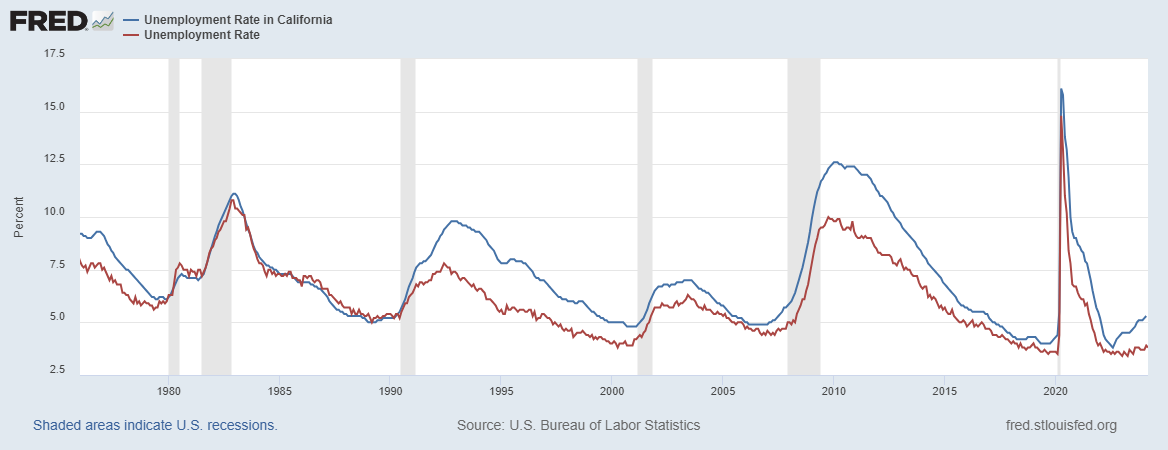
نرخ بیکاری در ایالات متحده (سُرخ) نرخ بیکاری در ایالت کالیفُرنیا(آبی)

اقتصاد کالیفرنیا به عنوان پرجمعیت‌ترین ایالت ایالات متحده و یکی از متنوع‌ترین ایالت‌ها از نظر اقلیمی، و بخش‌های قابل توجه زیادی دارد. غالب‌ترین این بخش‌ها شامل امور مالی، خدمات تجاری، دولت و تولید است. بیشتر فعالیت‌های اقتصادی در شهرهای ساحلی، به ویژه لس آنجلس، که تمرکز نسبی بر رسانه‌ها - به ویژه هالیوود - و منطقه خلیج سانفرانسیسکو، که عمدتاً بر فناوری متمرکز است، تمرکز دارد. هر دو شهر، همراه با سایر بنادر بزرگ مانند سن دیگو، همچنین به عنوان قطب تجاری مهم به ایالات متحده و از ایالات متحده عمل می‌کنند. علاوه بر این، صنعت کشاورزی کالیفرنیا دارای بالاترین بازدهی نسبت به سایر ایالت‌های ایالات متحده است و دره مرکزی آن یکی از پربارترین مناطق کشاورزی روی زمین است که بیش از نیمی از میوه‌ها، سبزیجات و آجیل این کشور را پرورش می‌دهد. اخیراً، خشکسالی در کالیفرنیا علاوه بر کشاورزی، بر تجارت و صنعت کالیفرنیا تأثیر گذاشته‌است.